# David Hall (Oklahomapolitiker)
David Hall, född 20 oktober 1930 i Oklahoma City i Oklahoma, död 6 maj 2016 i San Diego i Kalifornien, var en amerikansk demokratisk politiker. Han var Oklahomas guvernör 1971–1975. 
Hall avlade 1952 kandidatexamen vid University of Oklahoma och 1959 juristexamen vid University of Tulsa. Efter kandidatexamen tjänstgjorde han i USA:s flygvapen. Han var åklagare i Tulsa County 1962–1966.
Hall efterträdde 1971 Dewey F. Bartlett som Oklahomas guvernör och efterträddes 1975 av David L. Boren. Hall drabbades av en korruptionsskandal som hade med hans tid som guvernör att göra. Han åtalades år 1975 och dömdes sedan för bland annat utpressning och fick tillbringa 19 månader i fängelse.